# Miguel Szilágyi Pauer
Miguel Szilágyi Pauer (1922-4 de octubre de 2015) fue un músico uruguayo nacido en Hungría.
Integró el Conjunto de Música de Cámara del SODRE, en la que se desempeñó como primer violín desde 1954. Fue maestro de varias generaciones de músicos clásicos uruguayos.
Casado con Irene Gergar, fue padre de Carlos, Miguel, Luis, Gabriel, Gustavo, Víctor y Elizabeth, varios de ellos músicos.